# Vaskenyéren
A Vaskenyéren Gyallay Domokos 1926-ban a kolozsvári Minerva Rt.-nél megjelent történelmi regénye.

## Cselekménye
A cselekmény a 18. század első éveiben Erdélyben játszódik. Az író a torockói jobbágybányászok perének történetét köti össze a kuruc liga mozgalmával. Mindkettő történeti valóság. 
A regényben két alapvető összeütközés zajlik: a székely kuruc liga a függetlenségért küzd a Habsburg császári hatalom ellené, melynek fő képviselője Rabutin generális; és a torockói bányásznép küzd a Thoroczkay-család önkénye ellenében a bányajogért, de szembeszáll a Habsburg-uralommal is. A két küzdelem között áll a fiatal bányatulajdonos, Koncz Miklós, a bányászok ügyének is védelmezője, lényegében a regény központi alakja.
Az elnyomó hatalmat az osztrákok francia származású, gőgös Rabutin generálisa képviseli. Körülötte és ellene szerveződik meg Erdély. A kapzsi, intrikus Thoroczkay Mihály kormányszéki consiliarius a torockói bányászoktól a vasdézsmát a családja számára igyekszik megkaparintani és ehhez Bécs segítségét venné igénybe. A törvénytelenség és az uralom gőgje viszont a nemzeti ellenállás táborába vezeti Thoroczkay István aranyosszéki főkapitányt, a Thoroczkay-család fejét, Szaniszló alispánt és Koncz Miklóst, a mozgalom lelkét. Sőt még Van Nordent, Rabutin holland származású adjutánsát is. Velük tartanak a torockói bányászok is, akik „vaskenyér”-rel, fegyverrel látják el a felkelőket. Rabutin elsősorban a szentgyörgyi várral és a torockói bányászokkal akarta éreztetni hatalmát, de igyekezete megtört az ellenálláson. A kuruc liga sikerét jelzi Rabutin szökése Torockóról Szebenbe. Végül, 1703. tavaszán észak felől megindul a börtönből már korábban kiszabadított II. Rákóczi Ferenc serege.
A történeti témába teljesen beolvad a cselekmény szerelmi szála: Koncz Miklós szerelme Tóbis Judit iránt, aki meghal, majd Csegezy Anikó iránt, akit feleségül vesz.

## Kritikai fogadtatása
A regénynek Erdélyben és Magyarországon is nagy hatása volt. Egyes kritikusok az új Jókai Mórt, mások az új Herczeg Ferencet üdvözölték az íróban.
Irodalomtörténet:
Alszeghy Zsolt kritikája elején kijelenti: „Irodalmunkban hosszú idő óta ez az egyetlen igazán művészi becsű magyar regény.” Majd magyarázatként hozzáteszi: „…a specifikus magyar regényt csak történeti regénynek tudom elképzelni: a magyar nemzet hagyományokban gyökerező karakterének csak ez felel meg.” A továbbiakban méltatja az író jól sikerült jellemrajzait. „A finom árnyalatokkal dolgozó jellemzőművészetnek szinte tanulmánykincse a Thoroczkay-familia, Istvántól, a székelyek kapitányától Mihályig, a gubernialis consiliariusig. A jellemzés megelevenítő itala Gyallay művészi ereje.”  
 Budapesti Szemle:
Papp Ferenc: „Értékes művészi fogása Gyallaynak, hogy az országos mozgalmat a Thoroczkay-család sorsában s Torockó város életében rajzolja… Még egyénibb színt ád a regény cselekvényének az, hogy homlokterét a derék torockói bányász-ivadék, a külföldön járt Koncz Miklós foglalja el. Ő vállalja el a torockói bányászok ügyének védelmét: őt vezeti a bányászok szabadságlevelének nyomára kedvese, Tóbis bíró leánya, Judit, ki városának érdekéért szerelmét áldozza fel.” A kritikus azonban hozzáteszi, hogy a rajongó, de hideg szívű lány tragédiája nincs eléggé megalapozva. Kiemelkedő „a torockói bányászvilág kemény munkájának rajza, az izzó fényű kemencék és kohók képe, melyek a vaskenyeret termelik…”,  de más részeknél hiányolja az erdélyi környezet színes bemutatását.
Napkelet:
Szinnyei Ferenc dicséri az író kiváló komponáló készségét, bár jobbnak tartaná, ha regényében kevesebb alakot szerepeltetne, de „jellemüket lélekrajzilag jobban elmélyítené”. Halványnak találja a szerelmi szálat, Koncz Miklós két szerelme: Tóbis Judit és Csegezy Anikó alakját. „Az ország dolga bizony háttérbe szorítja a gyöngédebb érzelmeket. Koncznak igen könnyű megmenekülése a végén, mikor barátja meghal a szabadság ügyéért, némi homályt is vet alakjára. Legerősebb oldala a regénynek a korrajz. … Korrajz, kormegelevenítés dolgában egyike legsikerültebb történeti regényeinknek az újabb időben. Színtiszta és ódon zamatú magyar nyelvét is örömmel olvassuk.”